# GAFFO
Un message GAFFO (General Aviation French FOrecast) permet de transmettre des prévisions météorologiques pour l'aviation générale, concernant la France. Avec les TAF, ils font partie des messages de prévision entrant dans la constitution de la partie météorologique d'un dossier de vol VFR.
Le message contient une partie en clair, rédigée en langue française, et une partie codée.

## Diffusion
En France, les bulletins GAFFO sont élaborés par les sept directions inter-régionales de Météo France. Ces bulletins sont disponibles sur Aeroweb, la partie du site Météo-France dédiée à l'aviation, dans la partie consacrée aux prévisions VFR.

## Contenu et syntaxe
Un message GAFFO est constitué de deux parties : un texte en clair suivi d'une partie codée.
Le texte de quelques lignes donne l’évolution prévue sur la région de responsabilité avec, le cas échéant, mention et localisation des phénomènes dangereux (orages, brouillard).
La partie codée fournit, dans l'ordre :
- la direction et la force des vents prévus en surface, à 500 m, 1 000 m et 1 500 m ;
- l'altitude de l'isotherme 0 °C, exprimée en mètres ;
- la localisation et l'intensité des turbulences ;
- les conditions de vol VFR, exprimées à l'aide du code ODMX.

### Syntaxe de la partie codée
```
GAFFO CCCC G1G1G2G2
SW000 numéros de zones (P1/P2) ddd(/ddd) ff (/ddd)ff) (Gfmfm) (LLL BRISE) (TTTTT G’1G’1G’2G’2 (P1/P2)  ddd(/ddd) ff(/(ddd)ff) (Gfmfm)
UW050 et même codage
UW100 et même codage
UW150 et même codage
ZRO numéro(s) de zones (P1/P2) zzzz(/zzzz) TTTTT G’1G’1G’2G’2 (P1/P2 ou P1 P2) zzzz(/zzzz) (LLL zzzz)
TURB numéro(s) de zones ind (CB) (LLL ind(CB)) 
CMV CCCC G1G1G2G2
Numéros de zones W’g(k) w’g(k) w’g(k)

```

| Groupe d'identification :                      | |
| FBFR40                                         | Code de transmission |
| CCCC                                           | Code OACI du centre rédacteur |
| YYGGgg                                         | Date (YY : jour du mois, GGgg : heure et minutes de rédaction)                                                                                               |
| GAFFO                                          | Signale un message GAFFO |
| CCCC                                           | Code OACI de l'aéroport |
| G1G1G2G2                                       | Heures de début (G1G1) et de fin (G2G2) de validité |
| BBBB                                           | Code de transmission |
| Texte en clair :                               | En quelques lignes, présentation de l'évolution prévue sur la région avec, le cas échéant, mention et localisation des phénomènes dangereux pour l'aviation. |
| Vent à 10 m :                                  | |
| SW000                                          | |
| numéro(s) de zone(s)                           | |
| ddd(/ddd)                                      | Direction (ou secteur de direction) du vent |
| ff                                             | Force du vent, en nœuds |
| (Gfmfm)                                        | Force des rafales (le cas échéant) |
| LLL                                            | Localisation (LOC, MAR, COT, VAL, etc.) |
| phénomène                                      | Exemple : BRISE |
| TTTTT                                          | TEMPO ou BECMG |
| Vent à 500 m (environ 1700 ft) :               | |
| UW050                                          | même codage que le groupe précédent |
| Vent à 1000 m (environ 3300 ft) :              | |
| UW100                                          | même codage que le groupe précédent |
| Vent à 1500 m (environ 5000 ft):               | |
| UW150                                          | même codage que le groupe précédent |
| Altitude l'isotherme 0 °C :                    | |
| ZRO                                            | |
| numéro(s) de zone(s)                           | |
| zzzz(/zzzz)                                    | Altitude de l'iso 0, en mètres |
| TTTTT                                          | TEMPO ou BECMG |
| G’1G’1G’2G’2                                   | Heures de début et de fin de l'évolution, le cas échéant |
| Numéro(s) de zone(s), le cas échéant           | |
| zzzz(/zzzz)                                    | Altitude en mètres |
| (LLL zzzz)                                     | Localisation et altitude en mètres |
| Turbulences                                    | |
| TURB                                           | |
| numéro(s) de zone(s)                           | |
| ind (CB)                                       | Indicateur de l’intensité de la turbulence liée au phénomène CB : MOD, SEV                                                                                   |
| (LLL ind(CB))                                  | Localisation |
| Conditions VFR exprimées à l'aide du code ODMX | |
| CMV                                            | |
| CCCC                                           | |
| G1G1G2G2                                       | Période de validité (voir groupe d'identification) |
| numéro(s) de zone(s)                           | |
| W’g(k) w’g(k) w’g(k                            | Code ODMX par pas de deux heures pour la période débutant à G1G1 et finissant à G2G2                                                                         |
| =                                              | Fin du message |

## Exemple
```
GAFFO LFRN 0915
FAIBLE FLUX DE SUD-OUEST DANS UN CHAMP DE PRESSION LEGEREMENT
SUPERIEUR A 1015 HPA. EN BASSE-NORMANDIE CIEL NUAGEUX EN CU SC. EN
LIMITE DE REMONTEES INSTABLES CIRCULANT DE L'AQUITAINE AU NORD-EST DE
LA FRANCE TEMPORAIREMENT QUELQUES ONDEES SOUS AC SUR LE SUD-EST DES
PAYS DE LA LOIRE EN MATINEE. AILLEURS, VARIABLE EN CU AVEC ECLAIRCIES
PAR L'OUEST. EN DEBUT D'APRES MIDI, LE CIEL DEVIENT TRES NUAGEUX SUR
LA POINTE BRETONNE A L'APPROCHE D'UNE LIMITE AVEC QUELQUES ONDEES.
SW000 20 22010 COT 22015 BECMG 1012 22010 COT 21015 LOC 21015G25
BECMG 1315 COT W/E 27010/23015G25
21/23 W/E 23010/INF10 COT W/E 22015/26010
24/27 240INF10 BECMG 1113 W/E 21010/260INF10
28 29 230INF10 COT NW/SE 24010/300INF10 BECMG 1315 NW/SE
22010/240INF10
UW050 20 23020 BECMG 1012 W/E 23025/20 BECMG 1315 25015/22020
21/29 NW/SE 23020/27010 BECMG 1012 22025/26010
UW100 20/29 NW/SE 24020/27010 BECMG 1012 23025/27010
UW150 20/29 NW/SE 25025/26015
ZRO 20/29 NW/SE 2700/3400
CMV LFRN 0915
20/29 OOO=

```